# 五ヶ瀬川
五ヶ瀬川（ごかせがわ）は、宮崎県北部（一部熊本県阿蘇地方）を流れる五ヶ瀬川水系の本流で、延岡市から日向灘に注ぐ一級河川である。
300年の伝統を誇る延岡市流域一帯の鮎梁は秋の風物詩として有名であり、河原の簗場で鮎を焼く香ばしい香りは、環境省の「日本のかおり風景100選」にも選定されている。上流域の宮崎県高千穂町は、日本神話の天孫降臨の舞台として知られている。大正末期から昭和初期にかけて五ヶ瀬川と大瀬川に畳堤が計２キロ分が作られた。このうち現存する五ヶ瀬川の両岸に残る約980m分が、2015年（平成27年）に土木学会選奨の土木遺産に認定されている。2016年には「ふるさとへの熱い思いが奇跡の堤防を産んだ」で、平成28年度手づくり郷土賞受賞。

## 語源
上流から「吐ノ瀬」（はきのせ）・「窓ノ瀬」（まどのせ）・「あららぎノ瀬」・「綱ノ瀬」（つなのせ）・「大瀬」（おおせ）と5つの瀬があることから「五ヶ瀬川」と名づけられた。また、イツセノミコト（五瀬命）に由来する説もある。

## 地理
九州山地の向坂山（標高1,684m）東麓に発し、宮崎県五ヶ瀬町西部を北流。一旦熊本県山都町に入った後、五ヶ瀬町との境を成してから再び宮崎県へ戻る。高千穂町からは南東流に転じ、深い峡谷を形成して蛇行し、岩戸川、日之影川、綱ノ瀬川などを合わせる。延岡平野を東行し、延岡市下三輪町の東で大瀬川を分派し北側に分かれるが、そのまま東行する大瀬川の方が水量が多い。その後は、大瀬川と延岡城下を南北に挟んで併走し、河口間際で祝子川、北川を合わせ、日向灘に注ぐ。

## 流域の自治体

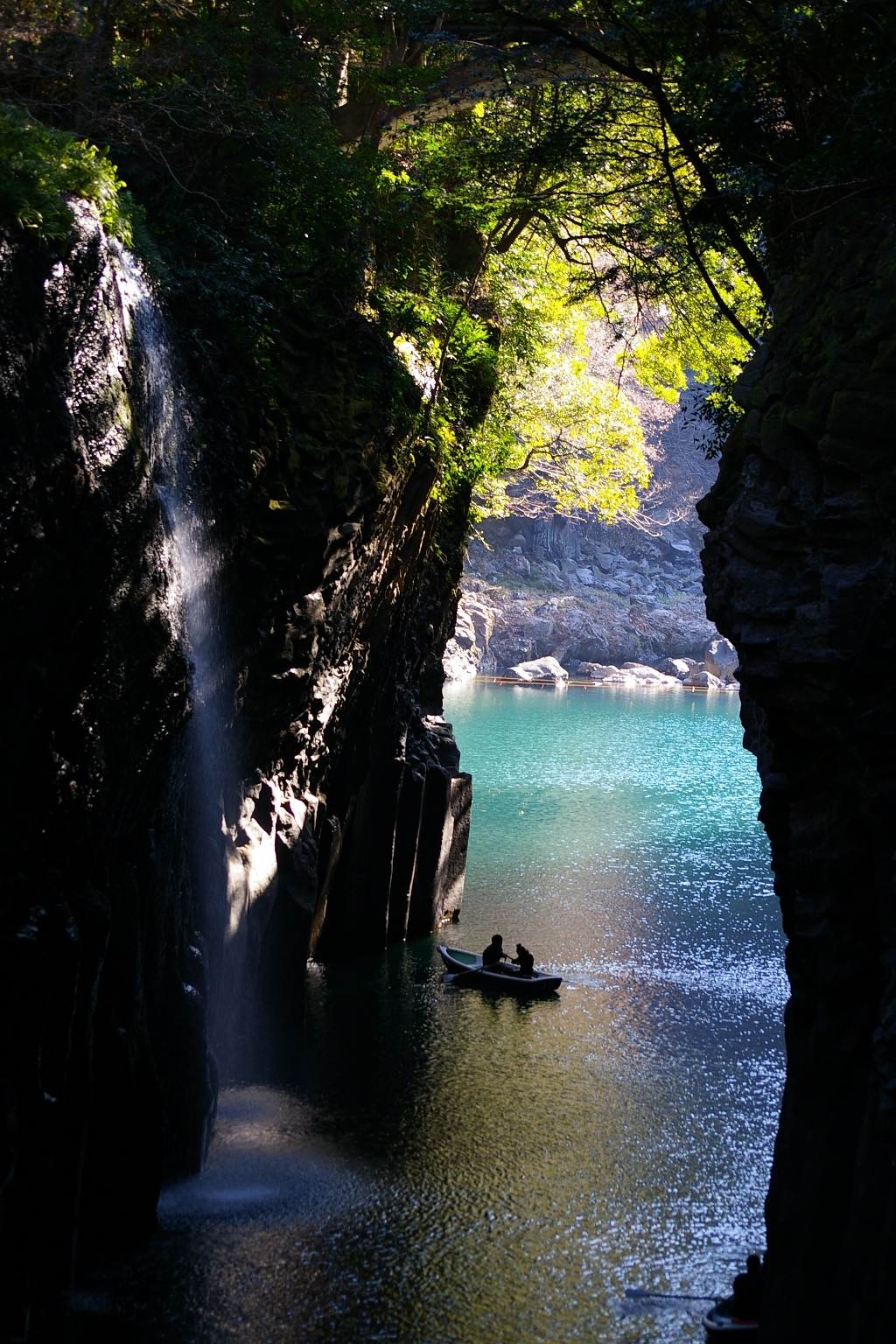
高千穂峡

宮崎県
西臼杵郡五ヶ瀬町
熊本県
上益城郡山都町
宮崎県
西臼杵郡高千穂町、日之影町、延岡市

## 並行する交通

### 道路
- 国道218号

### 鉄道
- かつては高千穂鉄道高千穂線が並走していたが、2008年（平成20年）12月28日に廃止された。